# PWS-1
PWS-1 là một mẫu máy bay tiêm kích và trinh sát của Ba Lan, do hãng PWS chế tạo năm 1927.

## Tính năng kỹ chiến thuật (PWS-1bis)
Đặc điểm tổng quát
- Kíp lái: 2
- Chiều dài: 8,7 m ()
- Sải cánh: 13,7 m ()
- Chiều cao: 4,3 m ()
- Diện tích cánh: 30 m² (ft²)
- Trọng lượng rỗng: 1113 kg ()
- Trọng lượng có tải: 1500 kg ()
- Trọng tải có ích: 387 kg ()
- Trọng lượng cất cánh tối đa: 1550 kg ()
- Động cơ: 1 × Lorraine-Dietrich LD-12Eb kiểu động cơ W12 làm mát bằng nước, 478 hp ()

 Hiệu suất bay 
- Vận tốc cực đại: 232 km/h
- Vận tốc hành trình: 200 km/h
- Vận tốc tắt ngưỡng: <98 m ()
- Tầm bay: 750 km ()
- Trần bay: 5.600 m ()
- Vận tốc lên cao: 5,4 m/s ()
- Tải trên cánh: 65 kg/m² ()

Trang bị vũ khí

2 x Súng máy Vickerss 7,7 mm 

2 x Súng máy Lewis 7,7 mm